# Phó Thị Kim Đức
Phó Thị Kim Đức (còn gọi là Kim Đức), là một nghệ nhân ca trù, nghệ sĩ chèo và là nghệ sĩ nhân dân người Việt Nam. Bà được xem là đào nương  ca trù cuối cùng của giáo phường Ca Trù Khâm Thiên.

## Tiểu sử
Phó Thị Kim Đức sinh năm 1931 tại Hà Nội trong một gia đình có truyền thống hát ca trù. Cha bà là nghệ nhân Phó Đình Ổn, một nghệ nhân Hà Nội, quản ca của giáo phường Khâm Thiên, giáo phường ca trù danh tiếng ngày xưa.

## Sự nghiệp
7 tuổi, bà đã biết hát ca trù. 13 tuổi bà theo cha, theo anh trai đi biểu diễn. 14 tuổi, bà tham gia chương trình nghệ thuật từ thiện tại sân khấu nhà hát lớn Hà Nội ngay trong Tuần lễ vàng để quyên góp ủng hộ Chính phủ cách mạng lâm thời Việt Nam. Trong thời gian này, bà còn cùng nghệ nhân Quách Thị Hồ tham gia bán đấu giá lẵng hoa ủng hộ cho cuộc chiến tranh. Sau năm 1954, bà không còn hát ca trù nữa. Đến năm 1960, bà công tác tại Đài Tiếng nói Việt Nam cho đến khi nghỉ hưu. Trong thời gian công tác bà thường xuyên được mời vào Phủ chủ tịch biểu diễn khi Bác Hồ tiếp các đoàn khách quốc tế. Cùng năm, bà trúng tuyển lớp đào tạo giáo sinh trường Ca kịch dân tộc Trung ương (nay thuộc Trường Đại học Sân khấu - Điện ảnh Hà Nội).
Bà đã từng lưu diễn ở nhiều nơi như Mỹ, Pháp, Thuỵ Sĩ, Hồng Kông... và được nhiều khán giả nước ngoài biết đến. Sau năm 1993, Kim Đức vẫn tiếp tục cộng tác thu thanh với Đài Tiếng nói Việt Nam. Trong khoảng thời gian hát chèo ở đài, bà nhận được nhiều tình cảm của thính giả qua những bức thư gửi về chương trình.
Bà là đào nương hiếm hoi còn lại của nghệ thuật ca trù được đào tạo theo đúng lề lối cổ truyền. Bà còn là người truyền tiếp 5 thế hệ ca trù liên tiếp, từ thế hệ ông bà trẻ của bà là cụ Trưởng Bảy và Phó Thị Yến với dòng ca trù khuôn Ấp nổi danh, đến thế hệ người cha là Quản ca Giáo phường Khâm Thiên cùng các cô chú trong dòng họ, và thế hệ của bà cùng anh trai, tiếp sau là các thế hệ con cháu được bà truyền dạy trong gia đình thông qua các lớp học do bà tự tổ chức.
Năm 2017, bà là người thành lập giáo phường ca trù Kim Đức với tên gọi “Ca trù đàn hát khuôn Kim Đức”. Trước đây, giáo phường biểu diễn Kim Đức Ca Quán, 52 Tô Ngọc Vân, Tây Hồ, Hà Nội. Đây được coi là nhà hát ca trù chuyên nghiệp đầu tiên tại Hà Nội, được tạo dựng bởi NSND Phó Thị Kim Đức với sự tài trợ của Công ty Sân khấu Việt và nghệ sĩ Nguyễn Nhất Lý.

## Danh hiệu
Năm 1993, bà được phong tặng danh hiệu Nghệ sĩ ưu tú trong ngành chèo. Bà được tặng thưởng Huân chương kháng chiến hạng ba năm 1985, được tặng thưởng Huy chương vì sự nghiệp dân gian Việt Nam năm 2005 của Hội văn nghệ dân gian Việt Nam, Huy chương vì sự nghiệp phát thanh của Đài Tiếng nói Việt Nam.
Năm 2019, bà được phong tặng danh hiệu Nghệ sĩ Nhân dân.